# Enköpings centralstation
Enköpings centralstation – stacja kolejowa w Enköping, w regionie Uppsala, w Szwecji. Znajduje się na Mälarbanan. Stacja posiada jeden peron wyspowy z dwoma torami po bokach (oraz trzy dodatkowe tory boczne). Peron jest dostępny przez tunel dla pieszych pod torami. Tunel prowadzi dalej na północ od linii kolejowej.

## Historia
Linia kolejowa między Sztokholmem i Västerås została otwarta w grudniu 1876 wraz z Enköpings Centralstation. Nowy budynek dworca wyposażony był również pocztę. Liczba mieszkańców Enköping znacznie wzrosła, co przyczyniło się do rozwoju połączeń do tego miasta.

## Linie kolejowe
- Mälarbanan